# Presles-et-Boves
Presles-et-Boves ist eine französische Gemeinde mit 327 Einwohnern (Stand: 1. Januar 2022) im Département Aisne in der Region Hauts-de-France (frühere Region: Picardie). Sie gehört zum Arrondissement Soissons, zum Kanton Fère-en-Tardenois und ist Sitz des Gemeindeverbands Val de l’Aisne.

## Geographie
Die Gemeinde Presles-et-Boves mit den Ortsteilen Pont de Vailly, Saint-Audebert, Notre-Dame de Boves und Château du Bois Morin liegt an der Aisne, die von Seitenkanal Canal latéral à l’Aisne flankiert wird, 15 Kilometer östlich von Soissons. Nachbargemeinden von Presles-et-Boves sind Vailly-sur-Aisne und Chavonne im Norden, Cys-la-Commune im Osten, Brenelle im Süden sowie Chassemy im Südwesten.

## Geschichte
In der 1208 Praella genannten Gemeinde wurden prähistorische Artefakte u. a. aus dem Moustérien gefunden. Die Gemeinde erhielt das Croix de guerre 1914–1918.

### Bevölkerungsentwicklung
| Jahr                       | 1962 | 1968 | 1975 | 1982 | 1990 | 1999 | 2006 | 2012 | 2022 |
| Einwohner                  | 263  | 273  | 333  | 330  | 347  | 343  | 356  | 369  | 327  |
| Quellen: Cassini und INSEE |      |      |      |      |      |      |      |      |      |

## Sehenswürdigkeiten
- Im Ersten Weltkrieg beschädigte Kirche Saint-Pierre-et-Saint-Paul aus dem 13. und 14. Jahrhundert, 1912 als Monument historique klassifiziert (Base Mérimée PA00115876)
- Schloss von Bois Morin

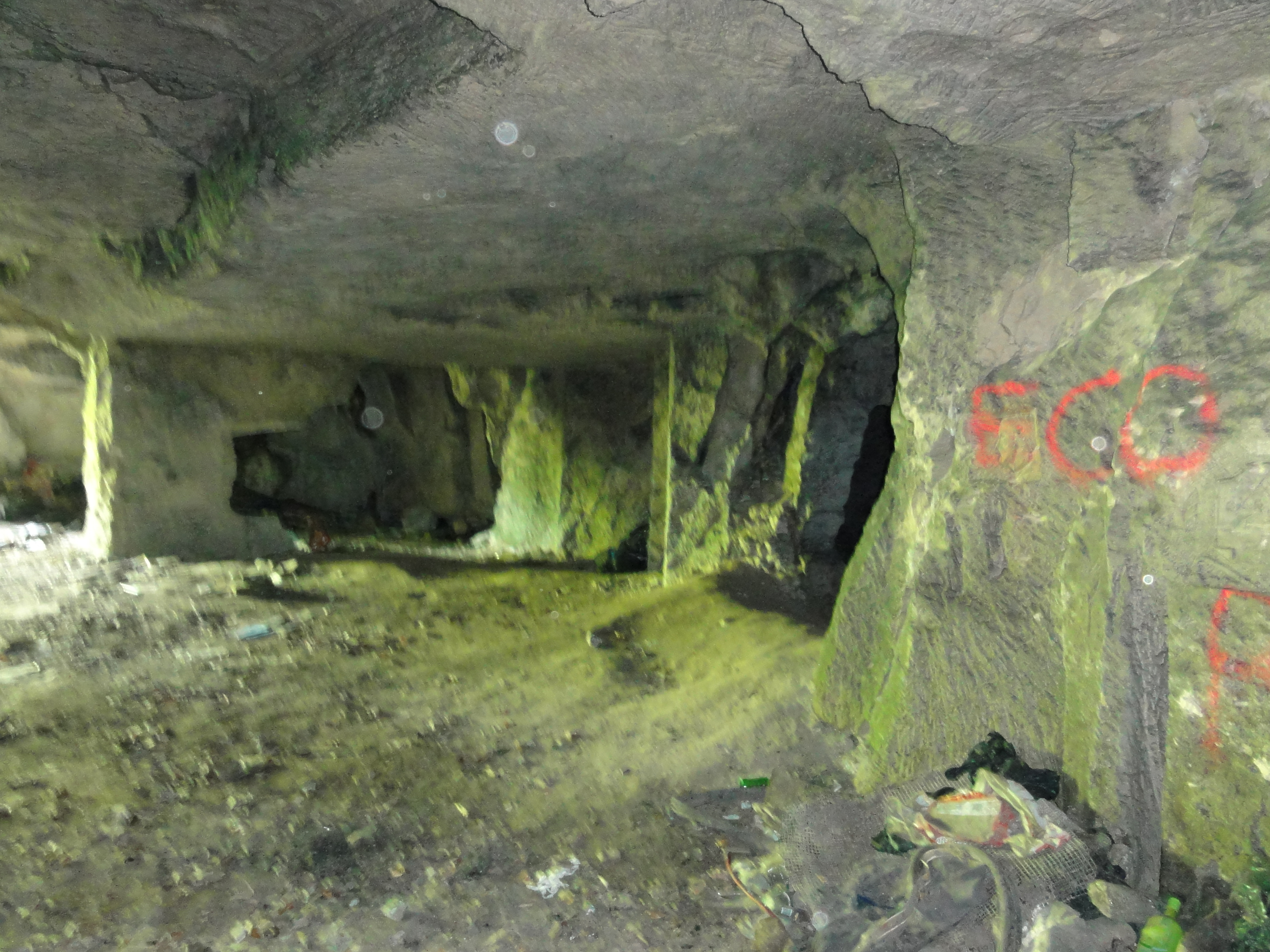
Unterirdischer Steinbruch
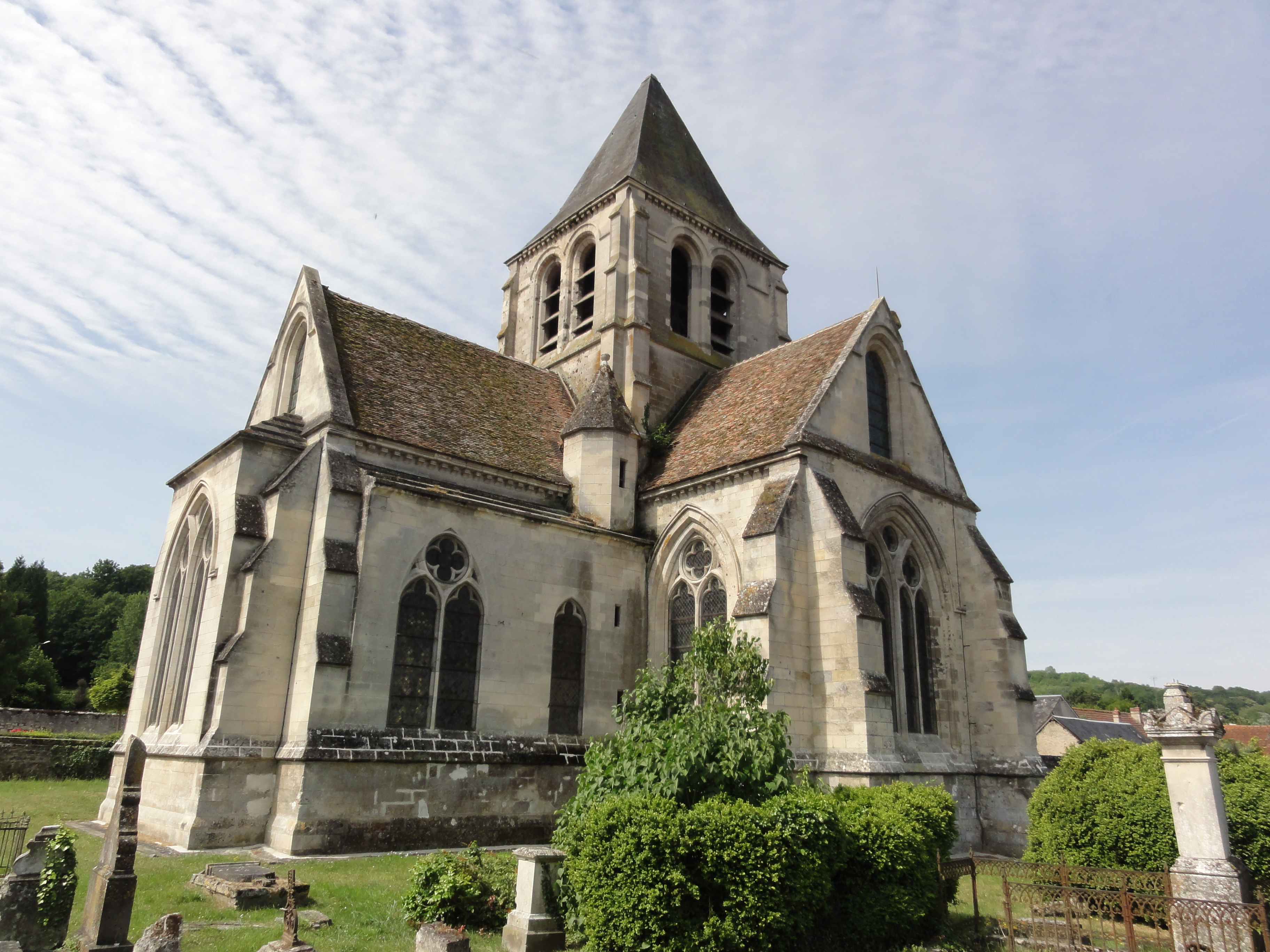
Kirche Saint-Pierre-et-Saint-Paul
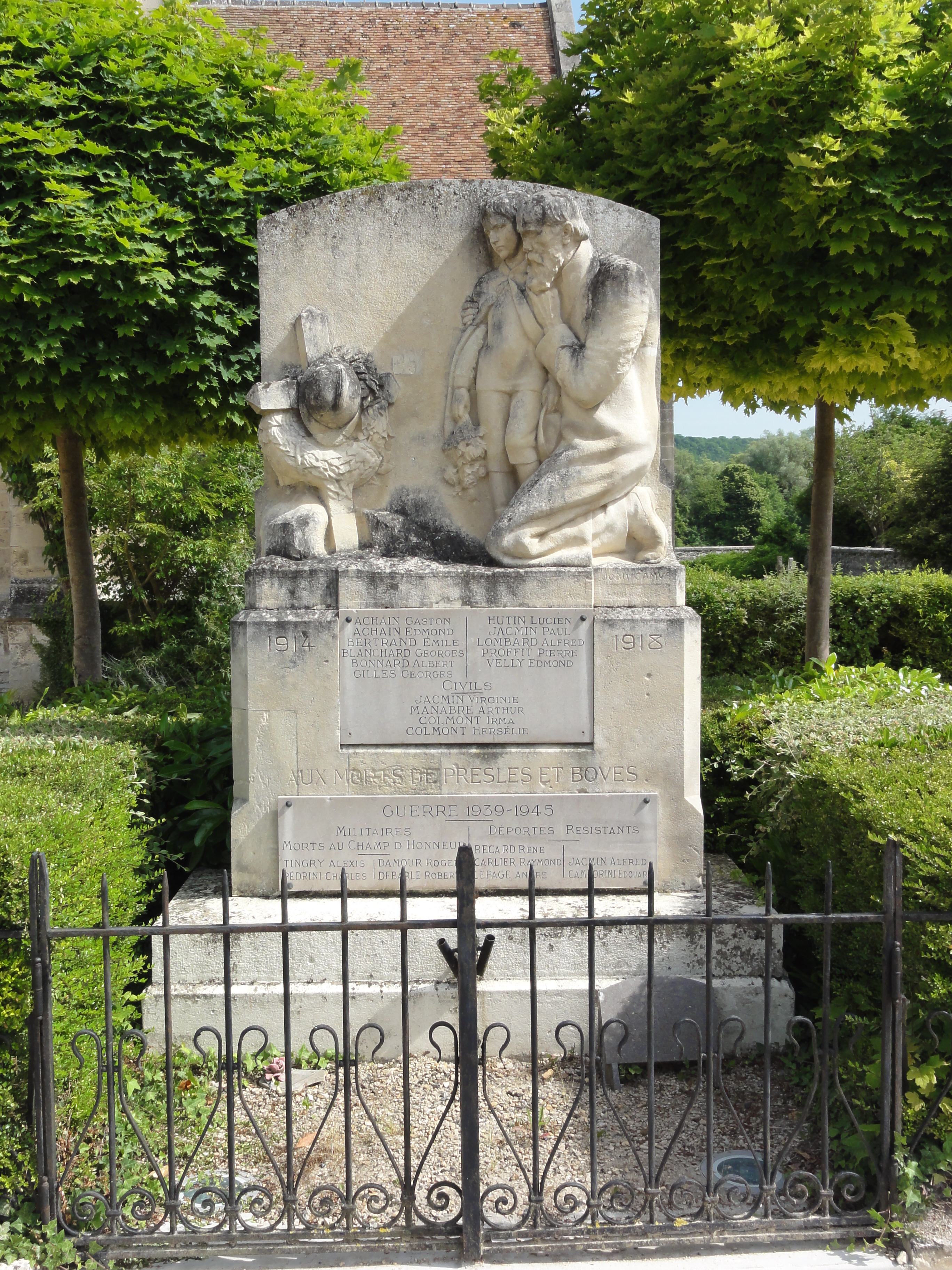
Gefallenendenkmal